# الکساندرا پاتسکویچ
الکساندرا پاتسکویچ (روسی: Александра Вячеславовна Пацкевич؛ زادهٔ ۴ نوامبر ۱۹۸۸) شناگر شنای موزون اهل روسیه است.
وی همچنین برندهٔ جوایزی همچون نشان دوستی شده‌است.
وی در مسابقات کشوری و بین‌المللی در مجموع برندهٔ ۱۳ مدال طلا شده‌است.